# Troféu HQ Mix de melhor desenhista nacional
Desenhista nacional é uma das categorias do Troféu HQ Mix, premiação brasileira dedicada aos quadrinhos que é realizada pela Associação dos Cartunistas do Brasil (ACB) e pelo Instituto do Memorial das Artes Gráficas do Brasil (IMAG) desde 1989.

## História
A categoria de "Desenhista nacional" faz parte do Troféu HQ Mix desde sua primeira edição, em 1989. É destinada a premiar desenhistas brasileiros com base na produção nacional do ano anterior ao da realização da cerimônia. No caso dos estrangeiros, a eleição é baseada na data de lançamento das edições nacionais de seus trabalhos. Os vencedores são escolhidos por votação entre profissionais da área (roteiristas, desenhistas, jornalistas, editores, pesquisadores etc.) a partir de uma lista de indicados elaborada pela comissão organizadora do evento.
Na categoria "Desenhista nacional", o maior ganhador é Lourenço Mutarelli, com quatro troféus, seguido por Laerte, Spacca, Danilo Beyruth e pelos irmãos gêmeos Fábio Moon e Gabriel Bá, cada um com dois troféus (sendo que os gêmeos foram premiados juntos nas duas ocasiões).

## Vencedores e indicados
| Ano  | Desenhista              | Obra(s)                                      | Outros indicados | Nota(s)       |
| ---- | ----------------------- | -------------------------------------------- | --- | ------------- |
| 1989 | Alain Voss              |                                              | | [ 2 ]         |
| 1990 | Luís Gustavo            |                                              | | [ 2 ]         |
| 1991 | Laerte                  |                                              | | [ 2 ]         |
| 1992 | Luiz Gê                 |                                              | | [ 2 ]         |
| 1993 | Octavio Cariello        |                                              | | [ 2 ]         |
| 1994 | Lourenço Mutarelli      |                                              | | [ 2 ]         |
| 1995 | Flávio Colin            |                                              | | [ 2 ]         |
| 1996 | Angeli                  |                                              | | [ 2 ]         |
| 1997 | Mike Deodato            |                                              | | [ 2 ]         |
| 1998 | Marcelo Lélis           |                                              | | [ 2 ]         |
| 1999 | Edgar Vasques           |                                              | | [ 2 ]         |
| 2000 | Lourenço Mutarelli      | O dobro de cinco                             | | [ 3 ]         |
| 2001 | Lourenço Mutarelli      | O rei do ponto                               | | [ 4 ]         |
| 2002 | Lourenço Mutarelli      | A soma de tudo                               | | [ 5 ]         |
| 2003 | Laerte                  | Deus 2 Classificados 2                       | | [ 6 ]         |
| 2004 | Samuel Casal            | Front                                        | | [ 7 ]         |
| 2005 | Fábio Moon e Gabriel Bá | 10 Pãezinhos - crítica                       | | [ 8 ]         |

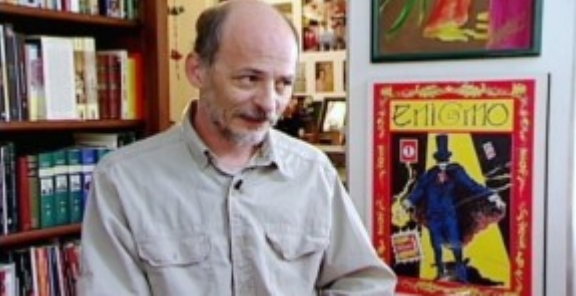
Lourenço Mutarelli venceu quatro vezes a categoria (1994, 2000, 2001 e 2002).

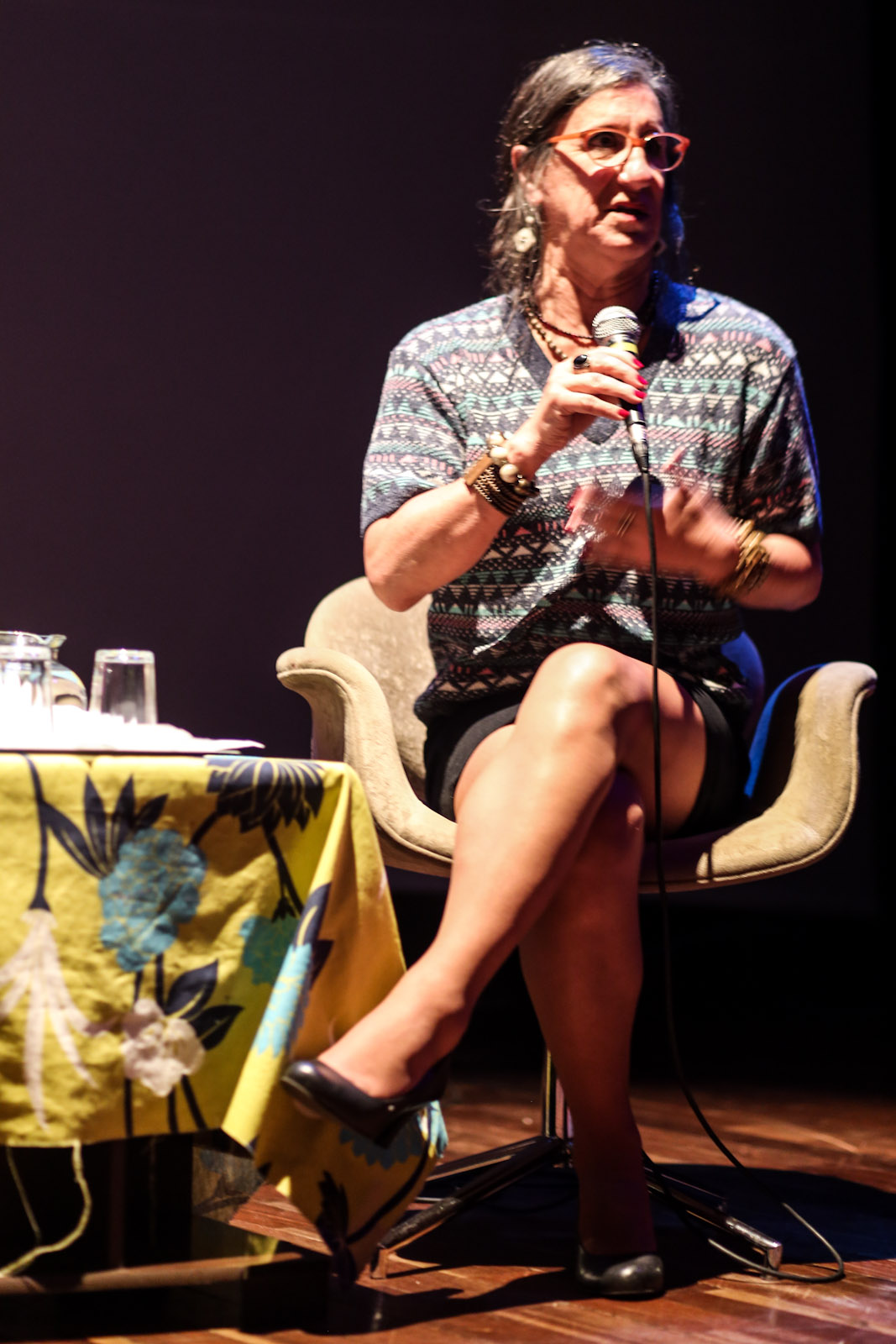
Laerte Coutinho venceu em 1991 e 2003.

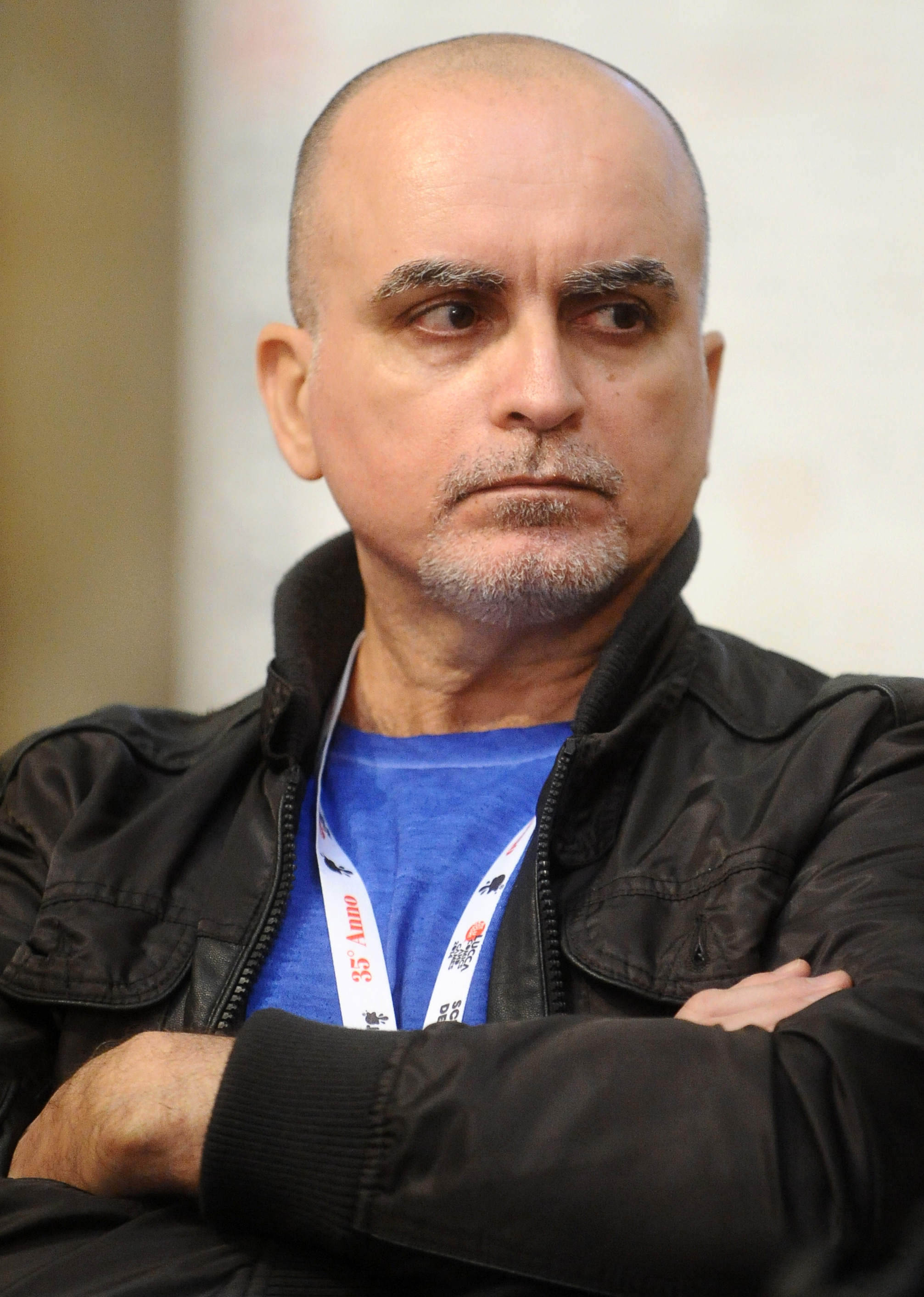
Mike Deodato venceu em 1997.

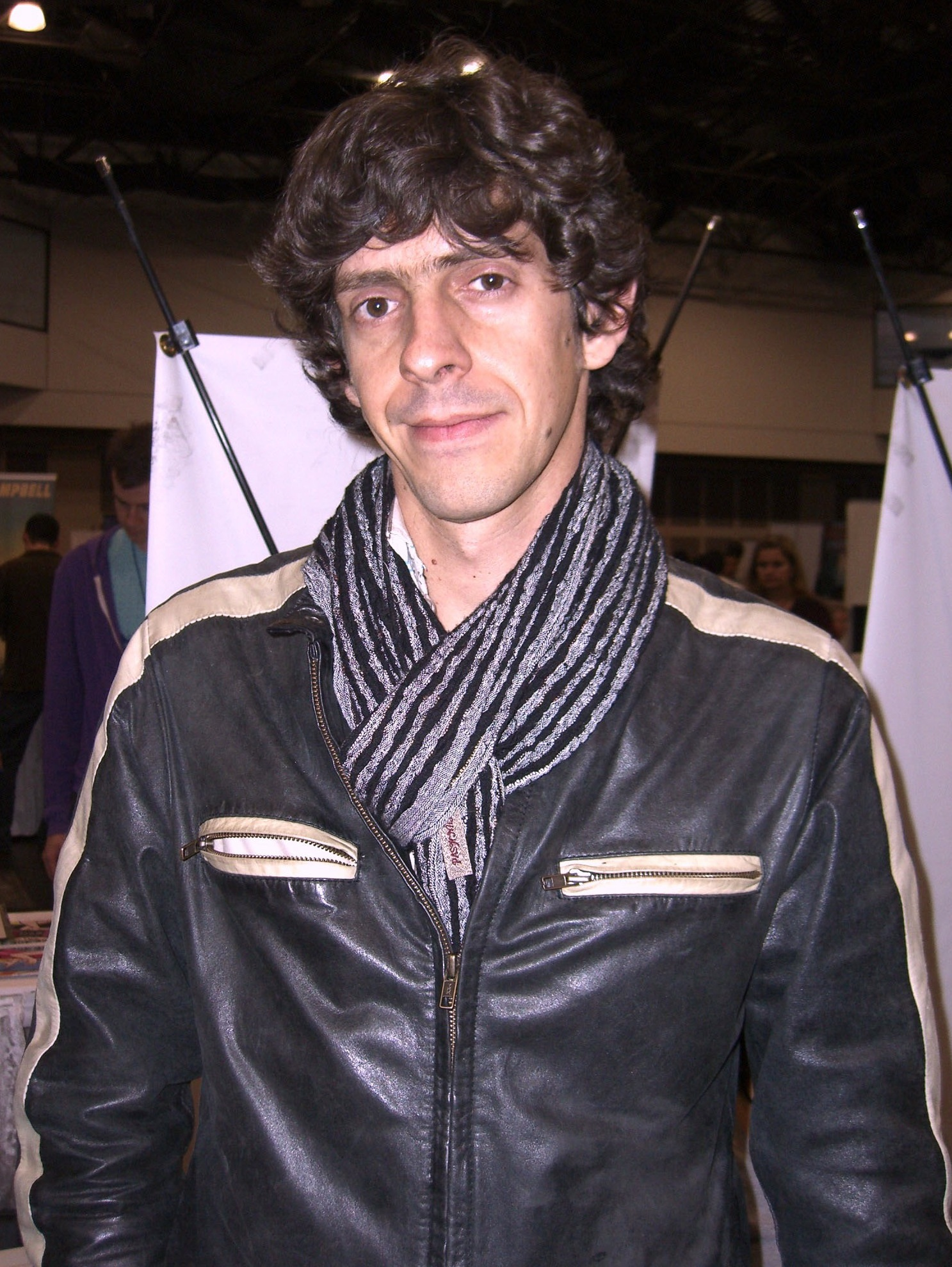
Fábio Moon venceu, ao lado de seu irmão, em 2005 e 2007.

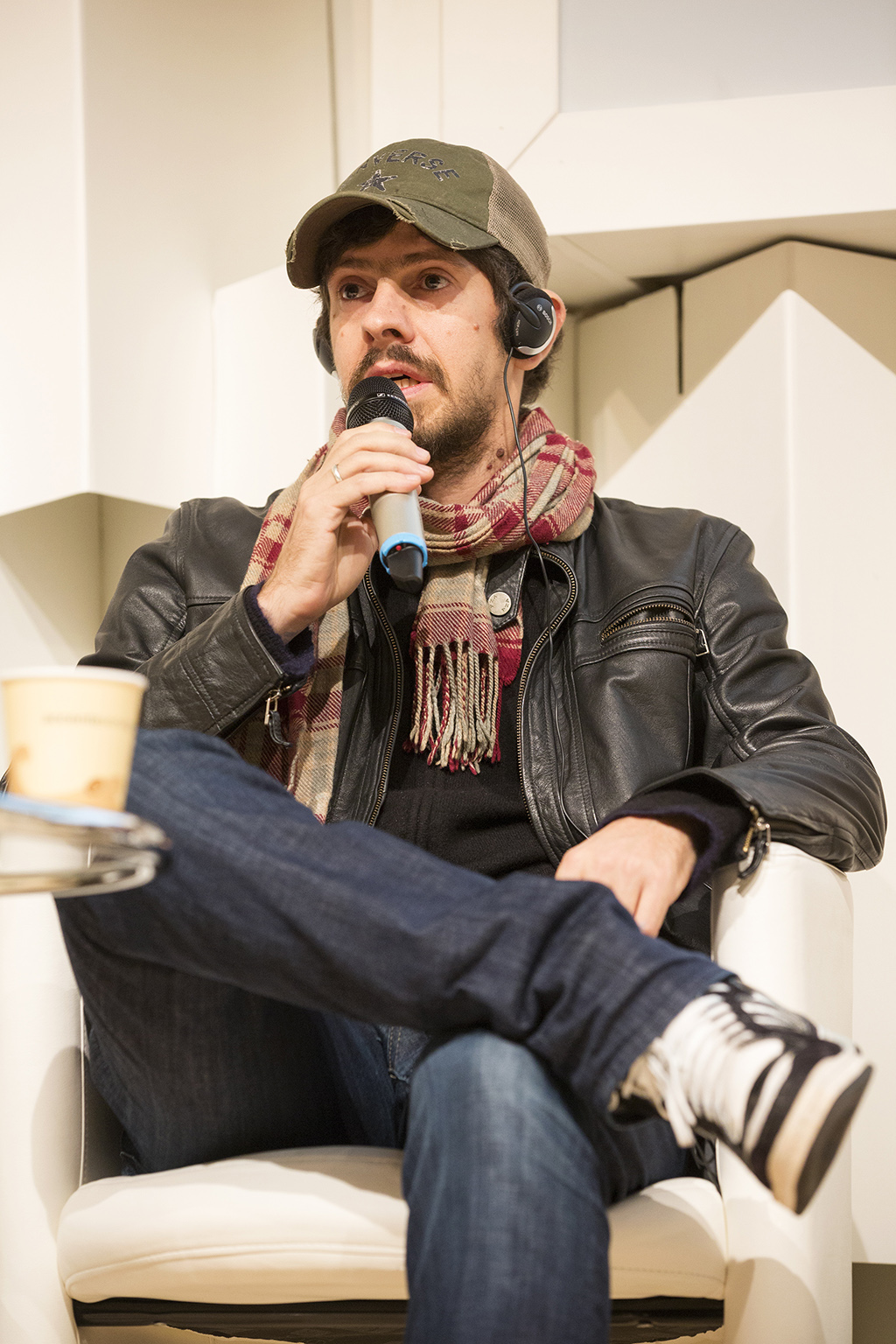
Gabriel Bá venceu, ao lado de seu irmão, em 2005 e 2007.

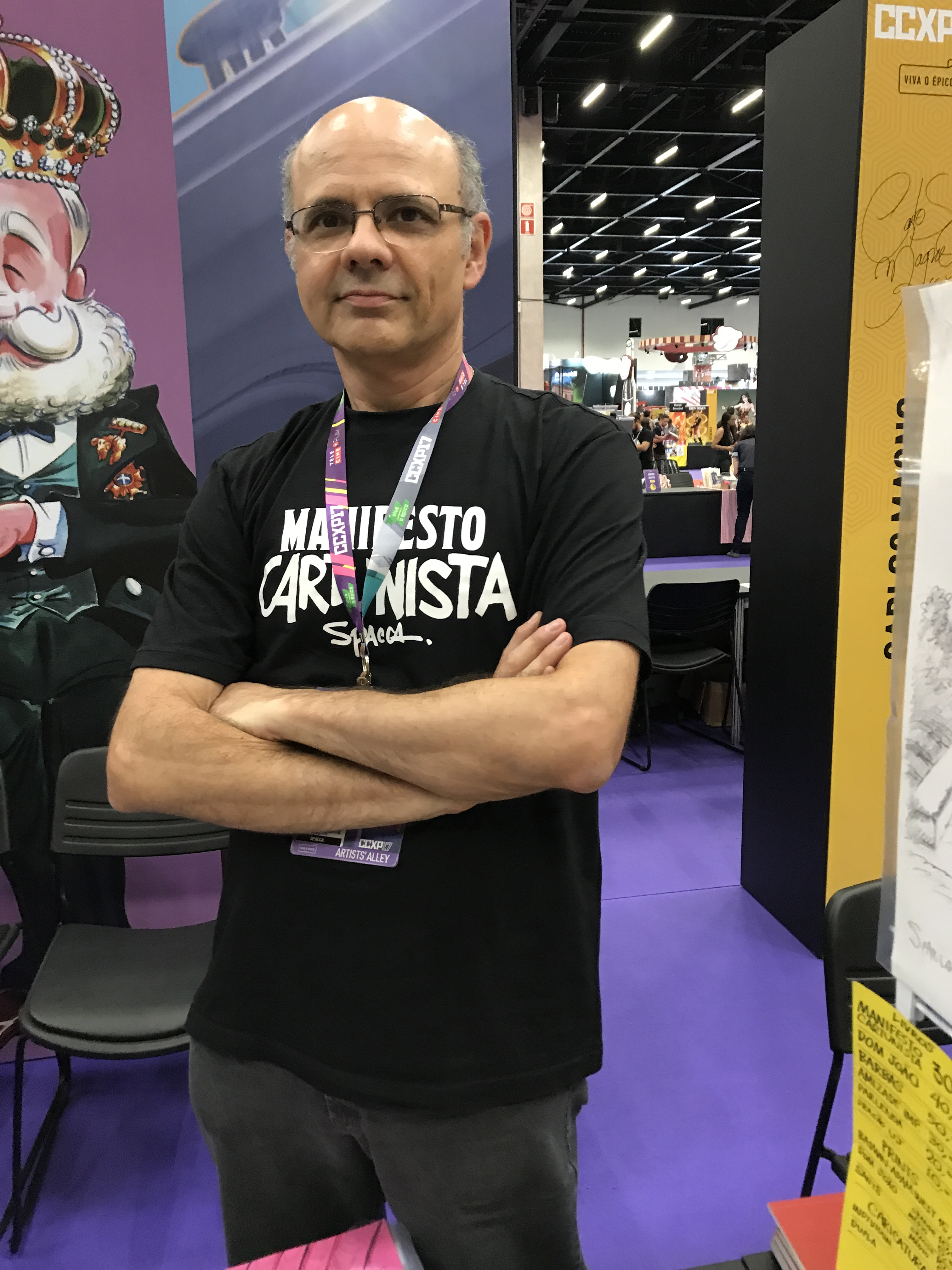
Spacca venceu em 2006 e 2008.

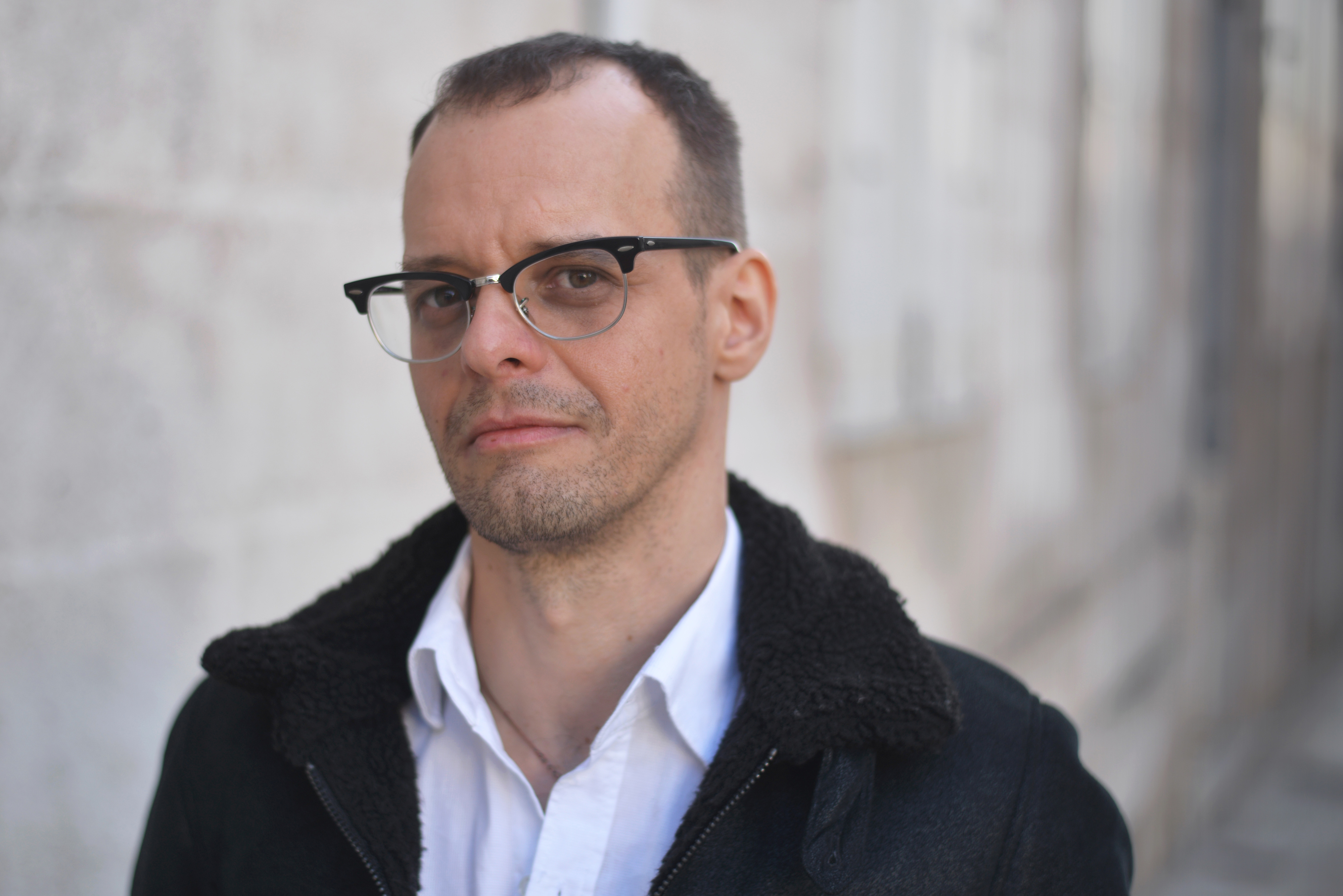
Marcello Quintanilha venceu em 2010.

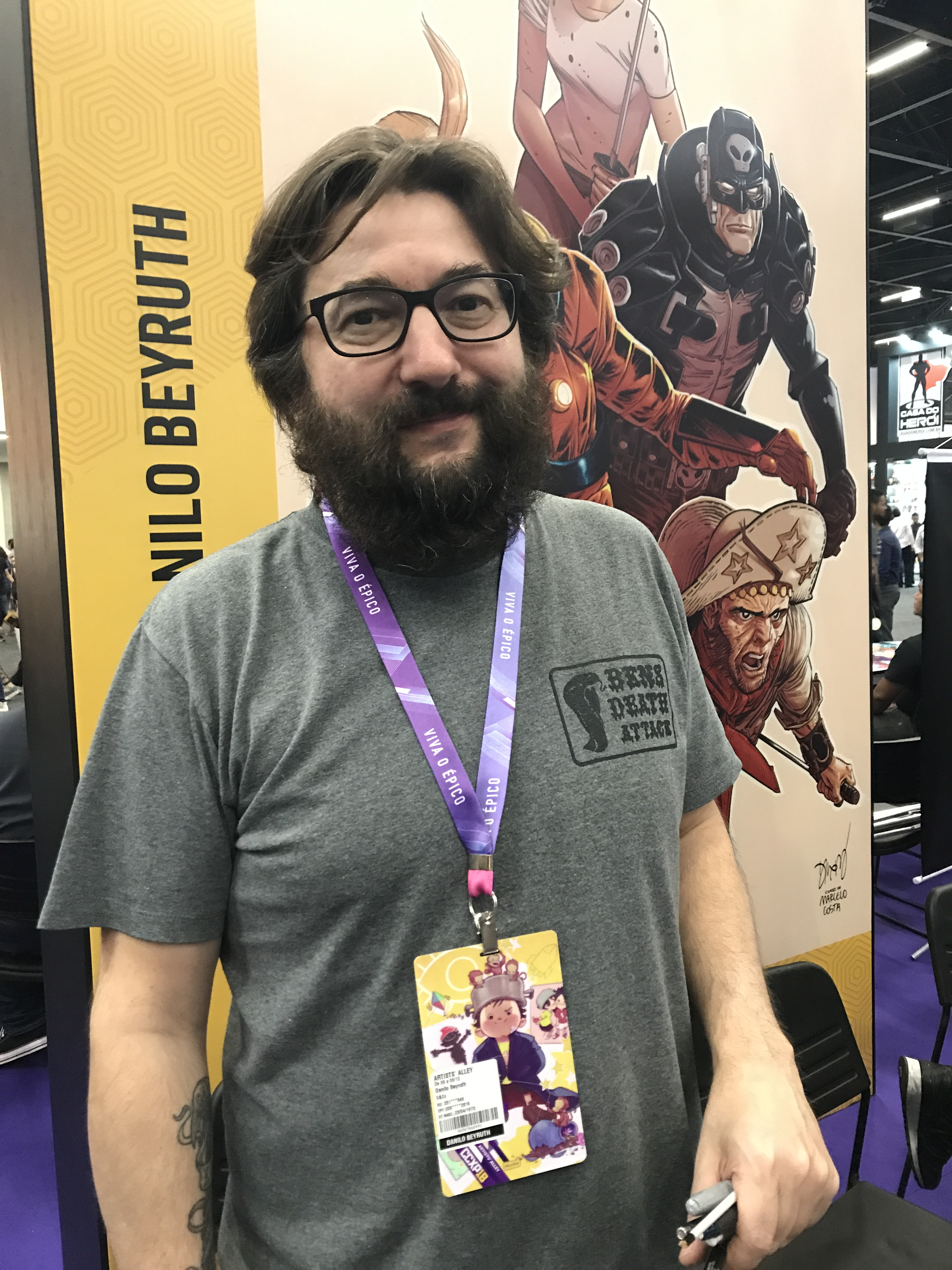
Danilo Beyruth venceu em 2011 e 2013.

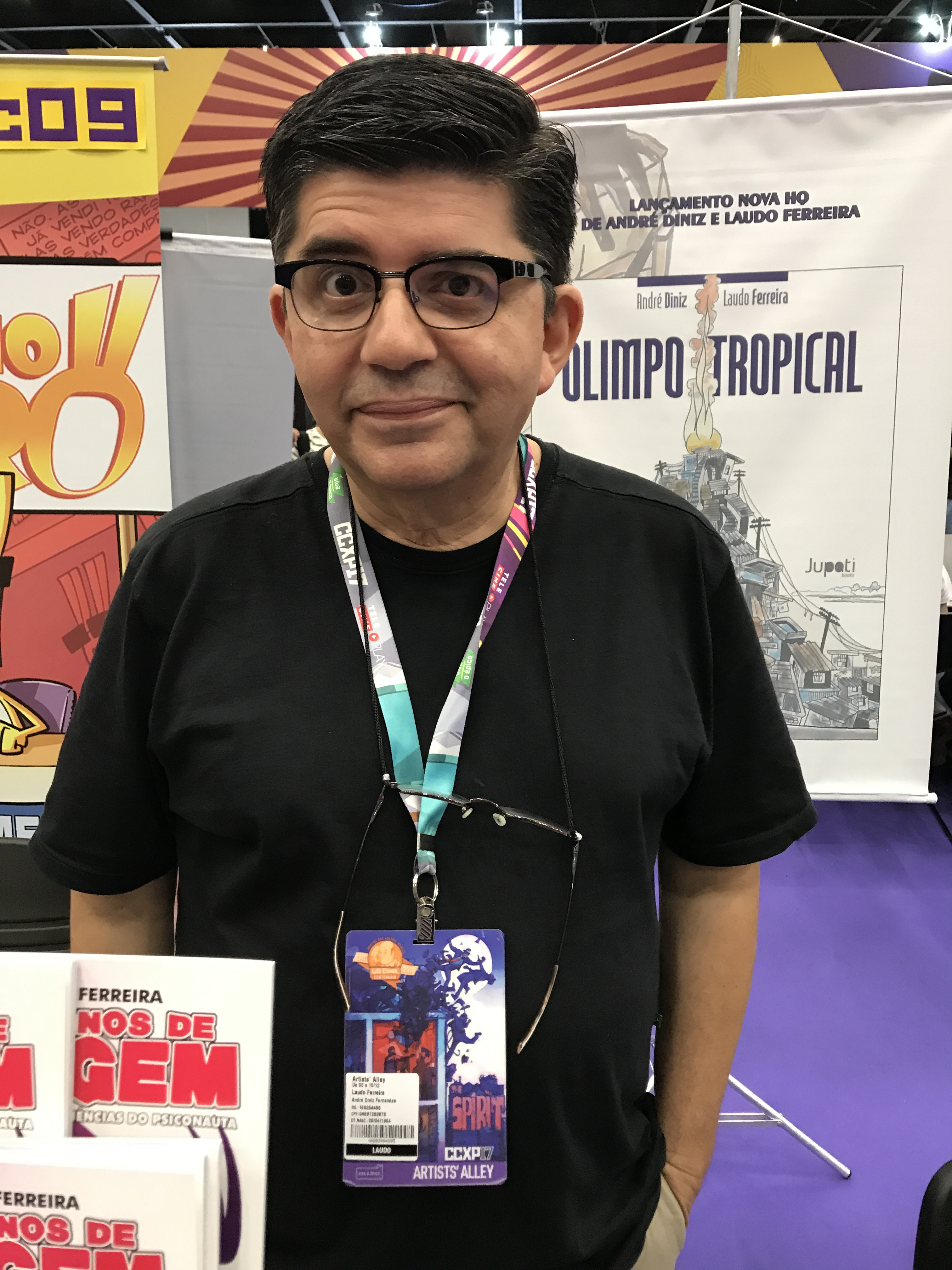
Laudo Ferreira Jr. venceu em 2015.

| 2006 | Spacca                  | Santô e os pais da aviação                   | - Allan Sieber, por Vida de estagiário - Fábio Moon e Gabriel Bá, por Rolando - Ivan Reis, por Superman - Marcello Quintanilha, por Salvador - Miguel Falcão (Leugim), por Vida e morte severina - Mike Deodato, por Hulk | [ 9 ] [ 10 ]  |
| 2007 | Fábio Moon e Gabriel Bá | Mesa para dois                               | - Fido Nesti, por Os lusíadas em quadrinhos - Flávio Luiz Nogueira, por O messias - Ivan Reis, por Superman - Lourenço Mutarelli, por Caixa de areia - Mascaro, por Domínio público 1 e Domínio público 2 - Samuel Casal, por Domínio público 1 e Domínio público 2 | [ 11 ] [ 12 ] |
| 2008 | Spacca                  | D. João Carioca                              | - Fábio Moon e Gabriel Bá, por 5, O alienista e Fanzine - Guazzelli, por O primeiro dia, O relógio insano e Ragú - José Márcio Nicolosi, por Fetichast - província dos cruzados - Laudo Ferreira Jr., por Clube da esquina e Tianinha - Marcatti, por A relíquia - Mozart Couto, por A boa sorte de Solano Dominguez | [ 13 ] [ 14 ] |
| 2009 | Rafael Grampá           | Mesmo Delivery                               | - Fábio Lyra, por Menina infinito - Fábio Moon e Gabriel Bá, por Descobrindo São Paulo - José Aguiar, por Quadrinhofilia - Jozz, por Circo de Lucca - Laudo Ferreira Jr., por Revolução Russa e Depois da meia-noite - Samuel Casal, por Prontuário 666 | [ 15 ] [ 16 ] |
| 2010 | Marcelo Quintanilha     | Sábado dos meus amores                       | - André Toral, por Os brasileiros - Gabriel Bá, por The Umbrella Academy, Pixu e Quase nada - Eloar Guazzelli Filho, por O pagador de promessas e Graffiti 76% Quadrinhos - Laudo Ferreira Jr., por Yeshuah e História do Brasil em quadrinhos - Mateus Santolouco por Cabaret e Encore - Spacca, por Jubiabá | [ 17 ] [ 18 ] |
| 2011 | Danilo Beyruth          | Bando de dois                                | - Cesar Lobo, por Triste fim de Policarpo Quaresma - Eloar Guazzelli Filho, por Demônios e A escrava Isaura - Laerte Coutinho, por Muchacha - Laudo Ferreira Jr., por Yeshuah - Rafael Coutinho, por Cachalote e Drink - Roger Cruz, por Xampu - lovely losers | [ 19 ] [ 20 ] |
| 2012 | Marcelo Lélis           | Saino a percurá - ôtra vez                   | - Aloísio de Castro, por Carcará - Danilo Beyruth, por Necronauta 2 - Gustavo Duarte, por Birds - Lourenço Mutarelli, por Quando meu pai se encontrou com o ET fazia um dia quente - Rafael Albuquerque, por Tune 8 e Vampiro americano - Rafael Coutinho, por O beijo adolescente | [ 21 ] [ 22 ] |
| 2013 | Danilo Beyruth          | Astronauta - Magnetar                        | - Fabio Cobiaco (V.I.S.H.N.U.) - Fernandes (Alma) - Fido Nesti (A máquina de Goldberg) - Gustavo Duarte (Monstros!) - Marcello Quintanilha (O Ateneu) - Rogério Vilela (Acordes) | [ 23 ] [ 24 ] |
| 2014 | Shiko                   | Piteco - Ingá e O Azul Indiferente do Céu    | - Alex Genaro (A Mão e a Luva e Válkiria) - Gustavo Duarte (13 e Chico Bento - Pavor Espaciar) - Magno Costa (Mary e 2028) - Mario Cau (Terapia e Dom Casmurro) - Rafael Coutinho (Beijo Adolescente 2) - Vitor Cafaggi (Turma da Mônica - Laços e Valente Por Opção) | [ 25 ] [ 26 ] |
| 2015 | Laudo Ferreira Jr.      | Yeshuah – Volume 3 – Onde Tudo Está          | - Flávio Luiz (Aú, o Capoerista e O Fantasma do Farol) - Luciano Salles (L`Amour: 12 oz) - Magno Costa (A Vida de Jonas) - Marcello Quintanilha (Tungstênio) - Marcelo D'Salete (Cumbe) - Shiko (Talvez Seja Mentira) | [ 27 ] [ 28 ] |
| 2016 | Rogério Coelho          | Louco: Fuga e O Barco dos Sonhos             | - Ana Luiza Koehler (Beco do Rosário Vol 1) - Bianca Pinheiro (A Samurai, Bear – Volume 2 e Meu pai é um homem da montanha) - Danilo Beyruth (Necronauta – Volume 1 – O soldado assombrado e outras histórias) - Fábio Moon e Gabriel Bá (Dois Irmãos) - Germana Viana (Spam) - Jefferson Costa (La Dansarina) - Marcello Quintanilha (Talco de vidro) - Shiko (Um Cara Que Caiu do Céu (e não conhecia a vida), A Boca Quente Parte 1, Lavagem e O azul indiferente do céu) - Vitor Cafaggi e Lu Cafaggi (Turma da Mônica - Lições) | [ 29 ] [ 30 ] |
| 2017 | Guilherme Petreca       | Ye                                           | - Adriana Melo (Memórias do Maurício) - Bianca Pinheiro (Mônica: Força) - Danilo Beyruth (Astronauta: Assimetria) - Eduardo Damasceno e Luís Felipe Garrocho (Bidu: Juntos) - Eduardo Ferigato (Opala 76) - George Schall (Hitomi) - Gustavo Duarte (Não acredite em gnomos e Bizarro) - José Aguiar (Coisas de adornar paredes) - Laudo Ferreira (Cadernos de viagem, Yeshua absoluto, Zé do Caixão) | [ 31 ] [ 32 ] |
| 2018 | Marcelo D'Salete        |                                              | - André Toral - Bianca Pinheiro - Fábio Moon e Gabriel Bá - Lu Cafaggi e Vitor Cafaggi - Luciano Salles - Orlandeli - Pedro Mauro - Rafael Coutinho - Ricardo Antunes - Thiago Souto - Wagner Willian | [ 33 ] [ 34 ] |
| 2019 | Marcelo Lélis           | Anuí                                         | - Alcimar Frazão (Cadafalso) - André Diniz (O idiota) - Brão (Vermillion) - Camila Torrano - Danilo Beyruth (Samurai Shirô) - Julio Shimamoto (Cidade de Sangue) - Odyr (A Revolução dos Bichos) - Raphael Salimena (Vagabundos no Espaço) - Thiago Souto (Por muito tempo tentei me convencer de que te amava) - Wagner Willian (O Martírio de Joana Dark Side) - Wesley Rodrigues (Imaginário Coletivo) | [ 35 ] [ 36 ] |
| 2020 | Jefferson Costa         | Roseira, Medalha, Engenho e Outras Histórias | - Al Stefano (Salseirada) - Alex Rodrigues (Último Assalto) - Cavani Rosas (Polinização) - Danilo Beyruth (Love Kills) - Fefê Torquato (Tina: Respeito) - Marcel Bartholo (A Necromante) - Marcello Quintanilha (Luzes de Niterói) - Mary Cagnin (Bittersweet) - Orlandeli (Os Olhos de Barthô) - Santtos (Blackout 2) - Shiko (Três Buracos) - Wagner Willian (Silvestre) | [ 37 ] [ 38 ] |
| 2021 | Shiko                   | Carniça e a Blindagem Mística nº 1           | - André Toral (A Alma Que Caiu do Corpo) - Ana Luiza Koehler (Beco do Rosário) - Cristina Eiko (Penadinho: Lar) - Danilo Beyruth (Astronauta: Parallax) - Eloar Guazzelli (A Casa Azul) - Jefferson Costa (Jeremias: Alma) - Marcel Bartholo (Canil) - Marcelo Bicalho (Pecora) - Mike Deodato Jr. (Berserker Unbound) | [ 39 ] [ 40 ] |
| 2022 | Lelis                   | Popeye: Um Homem ao Mar                      | - Germana Viana (Z: A Marca da Liberdade) - Gidalti Jr. (Brega Story) - Gustavo Borges (Como Fazer Amigos e Enfrentar Alienígenas) - Laerte Coutinho (Manual do Minotauro) - Luke Ross (Alice Através do Muro Volume Um nº 1) - Marcello Quintanilha (Escuta, Formosa Márcia) - Mario Cau (Anne de Green Gables em Quadrinhos) - Mário César (Bendita Cura nº 3) - Orlandeli (Chico Bento: Verdade) - Roberta Cirne (O Esqueleto: Chronica Phantastica de Olinda) - Wanderson de Souza (O Médico e o Monstro em Quadrinhos)          | [ 41 ] [ 42 ] |
| 2023 | Marcelo D'Salete        | Mukanda Tiodora                              | - Al Stefano (Piratas do Cangaço) - Bianca Pinheiro (Alho-Poró) - Bräo (Le: Mönet) - Danilo Beyruth (Astronauta: Convergência e Corso) - Eloar Guazzelli (A Batalha e Cartilagem) - Gegê Schall (Made In Korea) - Germana Viana (Era Uma Vez e Outros Contos de Júlia Lopes de Almeida) - João Pinheiro (Barrela) - Lelis (Em Fuga) - Majory Yokomizo (O Que Aconteceu com Eliana?) - Marcello Quintanilha (Alimenta Estes Olhos) - Orlandeli (A Coisa e O Mundo de Yang) - Ricardo Leite (Em Busca do Tintin Perdido)               | [ 43 ] [ 44 ] |
| 2024 | Ana Luiza Koehler       | Viaduto                                      | - Al Stefano (O Fantasma da Opera em São Paulo) - Bianca Pinheiro (Bear – As Aventuras de Dimas & Raven: Na Cidade Das Charadas) - Carol Rossetti (Magali:Receita) - Diox (Estopim) - Leandro Assis (Os Santos) - Germana Viana (Carmilla) - Ju Loyola (More Than Words) - Marilia Marz (Em ti me vejo) - Samanta Flõor (A Canção Fantasma) | [ 45 ] [ 46 ] |